# Huillapima
Huillapima est une ville de la province de Catamarca et le chef-lieu du département de Capayán en Argentine.
Elle est située au sud de la capitale provinciale en bordure orientale de la sierra de Ambato.